# Sachsen-Weimar-Eisenach
Saxe-Weimar-Eisenach (tiếng Đức: Sachsen-Weimar-Eisenach) là một nhà nước cấu thành nên Đế quốc Đức, được thành lập như một công quốc vào năm 1809 bởi sự hợp nhất của Sachsen-Weimar và Sachsen-Eisenach thuộc các công quốc Ernestine của Nhà Wettin, vốn đã từng là một liên minh cá nhân từ năm 1741. Nó được nâng lên thành một Đại công quốc vào năm 1815 theo nghị quyết của Đại hội Viên. Năm 1903, nó chính thức đổi tên thành Đại công quốc Sachsen (tiếng Đức: Großherzogtum Sachsen), nhưng tên này hiếm khi được sử dụng. Đại công quốc đã kết thúc tồn tại trong Cách mạng Đức (1918–1919) cùng với các chế độ quân chủ khác của Đế quốc Đức. Lãnh thổ cũ của Đại công quốc trở thành Nhà nước Tự do Sachsen-Weimar-Eisenach, được sáp nhập vào Nhà nước Tự do Thuringia mới 2 năm sau đó.
Tước hiệu đầy đủ của người cai trị là Đại công tước xứ Sachsen-Weimar-Eisenach, Phong địa bá tước ở Thuringia, Phiên địa bá tước xứ Meissen, Bá tước xứ Henneberg, Lãnh chúa xứ Blankenhayn, Neustadt và Tautenburg.
Sachsen-Weimar-Eisenach là nhánh còn tồn tại lâu đời nhất về mặt phả hệ của Nhà Wettin kể từ năm 1672.

## Địa lý
Lãnh thổ của Đại công quốc Sachsen-Weimar-Eisenach bao gồm ba khu vực lớn nằm tách biệt, mỗi khu vực này hình thành nên một Krei về mặt hành chính, cùng với một số vùng lãnh thổ nhỏ khác. Các quốc gia láng giềng là Vương quốc Phổ, Vương quốc Sachsen, Vương quốc Bayern, Hesse,-Kassel (cho đến năm 1866, khi nó được sáp nhập vào tỉnh Hessen-Nassau của Phổ) và tất cả các Nhà nước ở Thüringen khác (Sachsen-Altenburg, Sachsen-Coburg-Gotha, Sachsen-Meiningen, Reuss Elder Line, Reuss Junior Line, Schwarzburg-Rudolstadt và Schwarzburg-Sondershausen).
Phần phía Bắc của quận Weimar bằng phẳng và là một phần của bồn địa Thuringia; phần phía Nam và phía Đông nằm trên Cao nguyên Ilm-Saale và trong thung lũng Saale. Phần phía Bắc của quận Eisenach là đồi núi (đồi Hörselberge và Hainich); phần trung tâm với thị trấn Eisenach nằm trong thung lũng Hörsel; xa hơn về phía Nam là dãy núi của Rừng Thuringia, tiếp theo là thung lũng Werra, dãy Kupenrhön và cuối cùng, ở cực Nam, dãy Rhön. Quận Neustadt nằm trên những ngọn đồi có độ cao từ 200 đến 400 mét.
Điểm cao nhất trong Đại công quốc là Kickelhahn (861 m trên mực nước biển (NN)) gần Ilmenau, Ellenbogen (814 m trên mực nước biển (NN)) ở Rhön và Ettersberg (477 m trên mực nước biển (NN)) ) gần Weimar.
Năm 1895, Đại công quốc Sachsen-Weimar-Eisenach được chia thành ba quận Kreise:
| Quận          | Diện tích (km2) | Dân số  | Đô thị | Loại trừ                                                 |
| ------------- | --------------- | ------- | --- | -------------------------------------------------------- |
| Quận Weimar   | 1752.59         | 191,975 | Weimar, Apolda, Jena, Ilmenau, Allstedt, Rastenberg, Buttstädt, Buttelstedt, Neumark, Dornburg, Bürgel, Lobeda, Bad Sulza, Magdala, Bad Berka, Blankenhain, Remda, Kranichfeld và Tannroda | Ilmenau, Bösleben, Klein Kröbitz, Allstedt và Oldisleben |
| Quận Eisenach | 1214.03         | 95,226  | Eisenach, Creuzburg, Berka/Werra, Ruhla, Vacha, Stadtlengsfeld, Geisa, Ostheim vor der Rhön và Kaltennordheim                                                                              | Seebach, Ostheim vor der Rhön và Zillbach                |
| Quận Neustadt | 628.71          | 52,016  | Neustadt an der Orla, Triptis, Auma, Weida, Thuringia và Berga/Elster | Rußdorf, Teichwolframsdorf và Förthen                    |